# Benson (Utah)
Pour les articles homonymes, voir Benson.
Benson est une census-designated place du comté de Cache, dans l'État de l'Utah, aux États-Unis. En 2020, elle compte une population de 1 492 habitants.